# Péninsule de Troia

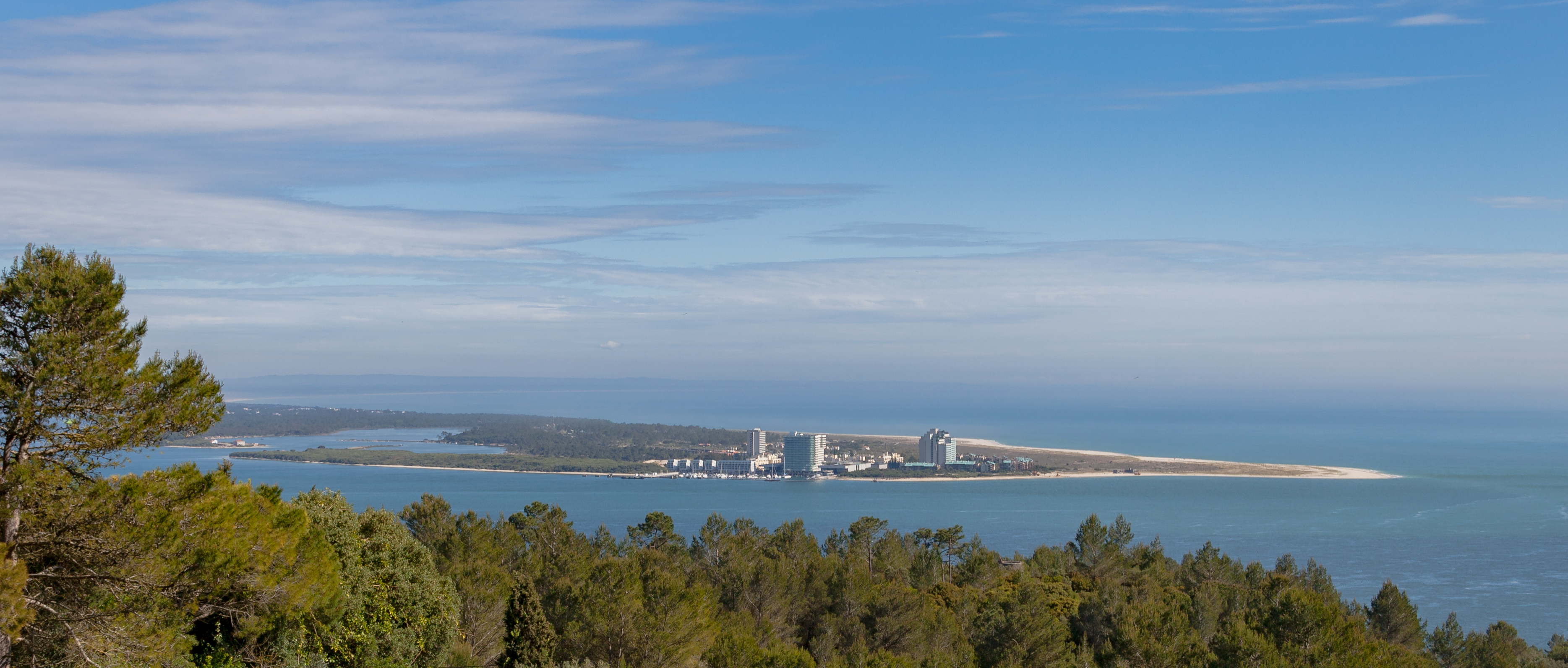
La péninsule de Troia vue depuis la Serra da Arrábida.

## Géographie
Longue de 25 km sur 1 km de largeur en moyenne, elle s'étend du sud-est au nord-ouest entre l'estuaire du Sado et l'océan Atlantique.
Son littoral ouest est composé d'une plage de sable ininterrompue qui se prolonge au sud jusqu'à Sines.

## Histoire
La péninsule s'est formée au cours des 5000 dernières années. Pendant les premiers siècles de notre ère, elle était occupée par les Romains, qui y exploitaient un complexe de salaison de poissons.
Les ruines romaines de Tróia sont encore visibles dans la partie nord de la péninsule.

## Tourisme
Depuis la fin du 20e siècle, de nombreux équipements touristiques se sont implantés sur la péninsule: immeubles d'habitation, golf, port de plaisance, etc. Deux terminaux permettent de relier la péninsule à la ville de Setúbal.